# Orlagh Cassidy
Pour les articles homonymes, voir Cassidy.
Orlagh Cassidy, née le 17 août 1968 à Washington, est une actrice américaine.

## Filmographie
- 1992-1993 : Another World (série télévisée) : Sloane Wallace
- 1993 : Ghostwriter (série télévisée) : officier Cole (2 épisodes)
- 1996 : Murder One (série télévisée) : Gigi Fasanella
- 1998 : Trinity (série télévisée) : Co-Worker
- 2001 : Passing Stones : Sheila
- 2001 : Sex and the City (série télévisée) : Park Avenue woman
- 2001 : New York, unité spéciale (saison 3, épisode 2) : Valerie Plummer
- 2003 : Confection (court métrage) : Her Mother
- 2003 : New York, police judiciaire (saison 13, épisode 14) : Angela
- 2004 : The Pornographer: A Love Story : Gail
- 2005 : The Great New Wonderful : Flirty woman
- 2007 : Purple Violets
- 2007 : Spinning Into Butter : CNN Reporter
- 2008 : Definitely, Maybe : l'infirmière
- 2008 : Calling It Quits : Marcy - Agency Exec.
- 2008 : New York, police judiciaire (saison 18, épisode 11) : Dana
- 2009 : Motherhood : Scarsdale Mom
- 2009 : Empire (série télévisée) : Colleen Lively
- 2000-2009 : Haine et Passion (Guiding Light) (série télévisée) : Doris Wolfe (161 épisodes)
- 2010 : Steamboat (série télévisée) : Gwen
- 2010 : New York, unité spéciale (saison 11, épisode 11) : Mrs. Christensen
- 2010 : New York, police judiciaire (saison 20, épisode 22) : détective Sheila Ray
- 2011 : Mildred Pierce (mini-série) (2 épisodes)
- 2011 : A Gifted Man (série télévisée) : Joanne
- 2011 : Young Adult : une invitée à la soirée
- 2012 : Blue Bloods (série télévisée) : Anne Carter
- 2012 : Blow Up (court métrage) : Anne Morgan / Bonnie Baker
- 2013 : The Savage Beast : Nail Salon Clerk
- 2013 : Elementary (série télévisée) : Maris
- 2014 : Unforgettable (série télévisée) : Shelley Miller
- 2014 : St. Vincent : Speech Therapist
- 2014 : Still Alice : Primary Care Doctor
- 2014 : The Sisterhood of Night : Linda Warren
- 2014 : Gotham (série télévisée) : Mrs. Lawson
- 2015 : The Mysteries of Laura (série télévisée) : Pamela Baker
- 2015 : Veep (série télévisée) : Sally Davenport
- 2015 : The Good Wife (série télévisée) : Heidi
- 2016 : Once a Cheerleader (court métrage) : la mère de Madison
- 2016 : Billions (série télévisée) : Manager #2
- 2016 : Fearless Love (court métrage) : Karin Joy
- 2017 : Homeland (série télévisée) : Rachel Crofts (2 épisodes)
- 2017 : The Sinner (série télévisée) : Elsa Belmont (3 épisodes)
- 2017 : New York, unité spéciale (saison 18, épisode 19) : Cheryl Davenport
- 2017 : Beach House : Catherine
- 2018 : Madam Secretary (série télévisée) : Regina Boroumand (2 épisodes)
- 2018 : Random Acts of Flyness (série télévisée) : l'épouse
- 2019 : Catching Up : Connie Dobbs
- 2020 : Shirley de Josephine Decker : Caroline
- 2022 : New York, unité spéciale (saison 23, épisode 19) : D.A. Cassandra Drakos